# Danh sách nhân vật trong Hỏa Phụng Liêu Nguyên

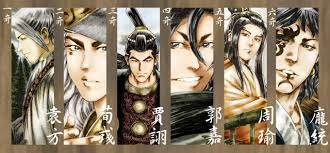

Hỏa Phụng Liêu Nguyên (chữ Hán: 火鳳燎原) là một bộ truyện tranh mạn họa của tác giả Trần Mưu (Chen Mou) lấy bối cảnh thời Đông Hán mạt tới Tam quốc.
Bộ truyện đã xuất hiện hàng trăm nhân vật có danh tính, trong đó rất nhiều nhân vật là sự sáng tạo của tác giả, không căn cứ theo Tam quốc chí hay Tam quốc diễn nghĩa.
Danh sách nhân vật sắp xếp theo chương xuất hiện lần đầu.

## Danh sách hồi

### Volume 1

#### Hồi 1 Đế Vương Thức Tỉnh
Hứa Lâm, mưu sĩ của Đổng Trác, hiến kế "sát phú đoạt tài", chiêu dụ các phú gia, trong đó có nhà Tư Mã, yêu cầu cống nộp. Tư Mã Ý thuyết phục các trưởng bối trong nhà ám sát Hứa Lâm
- Tư Mã Ý (司马懿), tự Trọng Đạt, thiếu chủ Tư Mã gia, người đứng sau lưng Tàn Binh.
- Tư Mã đại bá (司马大伯), anh trai của Tư Mã Phòng, khi Tào quân bao vây, nhảy thành tự sát.
- Tư Mã tam thúc (司马三叔), em trai của Tư Mã Phòng, bị Tào quân bị giết.
- Tư Mã tứ thúc (司马四叔), em trai của Tư Mã Phòng, bị Hứa Định chém đầu.
- Tư Mã Phu (司马孚), em thứ ba của Tư Mã Ý.
- Tư Mã Quỳ (司马馗), em thứ tư của Tư Mã Ý., trí nhớ xuất chúng, cao thủ đánh cờ.
- Tư Mã Tuân (司马恂 ), em thứ năm của Tư Mã Ý.
- Tư Mã Tiến (司马进), em thứ ba của Tư Mã Ý.
- Tư Mã Thông (司马通), em thứ ba của Tư Mã Ý.
- Tiểu Mạnh (小孟), xạ thủ, vốn là hoạn quan, khi Đổng Trác đánh vào Lạc Dương thì chạy trốn, đầu nhập vào Tư Mã gia, trở thành thành viên của Tàn Binh.

#### Hồi 2 Tàn Tồn Diệt Một Lộ
Đổng Trác vào Lạc Dương, phế Lưu Biện, lập Lưu Hiệp lên ngôi. Tàn Binh bắt đầu kế hoạch ám sát Hứa Lâm
- Đinh Nguyên
- Đổng Trác
- Lã Bố (吕布)
- Lưu Hiệp (刘协) (Hán Hiến Đế)
- Hứa Lâm (许临), cha của Hứa Chử và Hứa Định, huynh đệ của Lã Bố, quân sư của Đổng Trác, người được mệnh danh là trí trùm thiên hạ. Sau bị Liêu Nguyên Hỏa giết.
- Triệu Hiền (赵贤), cha nuôi của Triệu Hỏa
- Hứa Giang
- Quách Ngang (郭昂), sát thủ Tàn Binh

#### Hồi 3 Binh Bại Tựa Sơn Đảo
Trương Lôi giết thế thân của Hứa Lâm cùng Triệu Hiền.
- Liêu Nguyên Hỏa (燎原火) hay Triệu Hỏa (赵火), tức Triệu Vân
- Trương Thanh: Viên quan hộ tống Hứa Lâm
- Mã Phương: Viên quan
- Trương Lôi (张雷), sát thủ Tàn Binh

#### Hồi 4 Thủ Lĩnh Tàn Binh
Liêu Nguyên Hỏa giết được Hứa Lâm. Lữ Bố thề trả thù. Bộ 3 Lưu, Quan, Trương tới thành Kinh Dương
- Lưu Bị
- Quan Vũ
- Trương Phi

#### Hồi 5 Đào Viên Tam Phủ
Lưu Bị bày kế cướp một thành cứu hai thành

#### Hồi 6 Mưu Trí Của Trọng Đạt
Quân Quan Đông tiến sát đến Lạc Dương. Tư Mã Ý dự đoán Đổng Trác sẽ phá hủy Lạc Dương, dời đô về Trường An. Bá Đạt, Tư Mã Lãng bị Đổng Trác bắt làm con tin, Tư Mã Ý lệnh cho Tàn Binh giải cứu

### Volume 2:

#### Hồi 7 Truyền Thuyết Anh Hùng
Lữ Bố tìm giết những tướng độc nhãn của quân Quan Đông. Liêu Nguyên Hỏa gặp Lữ Bố tại mộ của Hứa Lâm.
- Các tiểu tướng của quân Quan Đông:
  - Lý Minh
  - Hạ Hầu Tài
  - Ông Kiện, tướng của quân Viên Thuật
  - Trương Thừa, tướng của quân Viên Thuật
  - Quan Hồng, tướng của quân Kiều Mạo
  - Bành Tuấn, tướng của quân Kiều Mạo
  - Trương Vĩ, tướng của quân Kiều Mạo
  - Quan Tùng, tướng của quân Kiều Mạo
  - Vương Tồn, tướng của quân Kiều Mạo
  - Viên Lạc, tướng của quân Kiều Mạo
  - Chu Quốc Thái, tướng của quân Tôn Kiên
  - Trình Khuông, tướng của quân Tôn Kiên
  - Đặng Cái, tướng của quân Tôn Kiên
  - Lưu Viễn, ngoại hiệu Thiên nhân trảm, tướng của quân Tôn Kiên
  - Thành Cảnh, tướng của quân Lưu Đại
  - Khổng Phương, tướng của quân Lưu Đại
  - Lưu Tông, ngoại hiệu Độc nhãn long, tướng của quân Viên Thiệu, mạo nhận Sát thủ độc nhãn ám sát Hứa Lâm là do bản thân loan tin, bị Lã Bố xông vào doanh trại chém đầu.

#### Hồi 8 Đường Máu Của Bá Chủ
Ngày đầu vào thành Lạc Dương, Đổng Trác dùng giết quan và Hán thất, mở mắt cho Lưu Hiệp con đường bá vương, lại giam lỏng những người quan trọng, vừa để moi tiền từ thân nhân họ, vừa làm con tin để uy hiếp liên quân Quan Đông
- Hoàng Cái, bộ tướng của Tôn Kiên
- Tôn Thục, con gái của Tôn Kiên
- Tư Mã Lãng, tự Bá Đạt, con trai trưởng của nhà Tư Mã. Bị quân Tây Lương của Đổng Trác bắt và bị Lã Bố tra tấn vì nghi vấn giết Hứa Lâm.

#### Hồi 9 Vượt Ải
Tôn Thục, Hoàng Cái trà trộn vào Lạc Dương cướp ngục, vô tình gặp Triệu Hỏa 
- Hoa Hùng (华雄)

#### Hồi 10 Đại Náo Bắc Môn Lâu
Triệu Hỏa giết 15 viên đại tướng, cứu Tôn Thục

#### Hồi 11 Thiên Hạ Vô Song
Triệu Hỏa bị quân Quan Đông bắt. Viên Phương vờ thả Triệu Hỏa, lợi dụng hắn truyền thông tin giả cho phe Đổng Trác. Quân Quan Đống vốn dĩ đã mai phục từ sớm, chỉ đợi thời cơ chín muồi là hành động. Tuy nhiên, tất cả đã nằm trong tính toán của Tư Mã Ý
- Thôi Quang, gián điệp của quân Quan Đông.
- Vương Bình, gián điệp của quân Quan Đông.
- Bạch Dũng, gián điệp của quân Quan Đông.

- Viên Phương (袁方), con trai của Viên Thiệu.
- Liêu Lan, tướng của quân Viên Thuật
- Ngụy Thông (魏通), tướng của quân Vương Khuông
- Lư Cốc (卢谷), tướng của quân Mã Đằng

#### Hồi 12 Tuyệt Thế Giai Nhân
Hoa Hùng và Lữ Bố đã biết trong quân có gián điệp. Đổng Trác bày tiệc mời các phú gia tại Lạc Dương. Trương Ôn lộ chuyện dời thành, Đổng Trác giết sạch những kẻ có mặt trong tiệc. Điêu Thuyền (Tiểu Mạnh) xuất hiện.
- Lý Thôi (李傕), tướng của Đổng Trác
- Quách Dĩ (郭汜), tướng của Đổng Trác

- Trương Ôn, quan nhà Hán. Trương Ôn là viên quan ủng hộ nhiều tiền tài cho quân Tây Lương khi vào Lạc Dương. Sau đó khi nhìn thấy quân Tây Lương tập kết vật tư về Trường An, ông này đoán Đổng Trác sẽ dời đô và trong lúc tiệc tùng đã can Đổng Trác. Đổng Trác bị lộ chuyện đã giết Trương Ôn tại chỗ và đem gia tài đi khao quân.

#### Hồi 13 Điệu Múa Của Loài Thú
Điêu Thuyền ca bài "Hương Vọng Hành" của Hứa Lâm, Đổng Trác khích động tinh thần binh sĩ, vô tình lộ ngày dời kinh thực sự cho Điêu Thuyền
- Kiến Long: bộ tướng Đổng Trác

#### Hồi 14 Cuộc Đấu Năm Chiêu
Viên Thái là kẻ nội gián. Hoa Hùng và Viên Thái thách nhau 5 chiêu sẽ kết liễu đối phương. Đến chiêu thứ 4 thì Hoa Hùng thất thế. Lữ Bố giết Viên Thái chỉ bằng 1 chiêu
- Viên Thái, Giáo đầu của quân Tây Lương, là nội gián của Viên Thiệu, sau bị phát hiện, đọ sức với Hoa Hùng, và bị Lã Bố giết

### Volume 3

#### Hồi 15 Nhất Tiễn Kinh Thành
Trong cung chuẩn bị cho việc dời kinh, Lưu Hiệp đưa chìa khóa hầm vàng trong lăng mộ Hán thất cho Đổng Trác. Triệu Hỏa, Trương Lôi, Quách Ngang gặp Thanh Phong Bang, bàn kế hoạch cứu Tư Mã Lãng. Điêu Thuyền truyền tin cho Triệu Hỏa 
- Mã bang chủ
- Vương Cương

#### Hồi 16 Hai Tên Ngu Ngốc
Viên Đáng chặn lũ cháu của Đổng Trác làm nhục Điêu Thuyền, khiến Tiểu Mạnh nhớ đến Liêu Nguyên Hỏa. Lữ Bố đến trước mặt Điêu Thuyền
- Đổng Hoàng (董璜), cháu Đổng Trác
- Viên Đáng, chức Kỵ Đô Úy, con trai Viên Thái

#### Hồi 17 Thiên Tài Trong Những Thiên Tài
Tư Mã Ý theo lời mời của Điền Đức, đến doanh trại của quân Quan Đông. Quân Quan Đông bắt được một người đưa tin của Đổng Trác, lấy được tấm vải chứa mật thư. Tất cả các mưu sĩ đều được triệu tới để giải. Thủy Kính tiên sinh cùng 5 người trong Bát kỳ cũng tới.
- Điển Đức (田德), quân sư Quan Đông, cháu họ Điền Phong, bạn thuở nhỏ của Tư Mã Ý
- Quách Đồ, quân sư của Viên Thiệu
- Nhan Lương, đại tướng số một của Viên Thiệu
- Phùng Kỷ, quân sư của Viên Thiệu
- Thủy Kính tiên sinh

#### Hồi 18 Ngọa Long Phượng Sồ
Lục Kỳ đưa ra cách giải trước. Thất kỳ và Tư Mã Ý hợp tác cùng giải ra "Thành hạ nhất tụ": Tấm vải chỉ là bẫy, quân Quan Đồng càng giải càng bị dụ ra xa, càng thuận lợi cho việc dời thành của Đổng Trác. Tuy nhiên Thủy Kính tiên sinh đã gạt đi. 
- Thất Kỳ
- Lục Kỳ

#### Hồi 19 Đào Thành Sát Cơ
Ngày cúng tổ tiên, từ sáng sớm Đổng Trác phao tin quân Quan Đông lập vua mới, sẽ giết dân trong thành do ủng hộ vua cũ Đổng Trác ra lệnh rời bỏ thành, dẫn vua và dân chúng tới Trường An. Dân chúng vội vã rời đi, tối hôm đấy thành Lạc Duơng vô cùng hỗn loạn. Nửa đêm, ở cổng thành nam có tin quân Quan Đông tấn công Quách Phiếm ở Bảo Dương thành, đã hạ ba ải, chuẩn bị đóng quân ở ngoài thành, tướng trấn thủ là Lý Thôi vội đi chi viện, giữa đường gặp quân tiên phong của quân Quan Đông, 2 phe giao tranh trong đêm. 
Khi đó tại đại lao Lạc Dương, phe Đổng Trác đang sắp xếp quân hộ tống con tin, trong đó có Triệu Hỏa, tuy nhiên người của Lữ Bố lại ra lệnh điều động con tin tới giải vây cho Quách Phiếm. Triệu Hỏa cho rằng nội gián là Viên Thái đã chết, phe Viên Phương sẽ không dám động thủ, nhưng khi nhìn thấy lệnh bài của mình đã bị cướp từ trước, Hỏa hiểu rằng Viên Phương vẫn tiến hành. Hóa ra kẻ đến báo tin là Viên Phương,Triệu Hỏa bị bắt và bị Tôn Thục siết cổ chết. 
Lợi dụng Lý Thôi đã bị dụ đi, Viên Phương dẫn con tin ra khỏi thành. Tuy được người dưới trướng ca tụng nhưng Viên Phương không vui vì nếu không có Thất kỳ báo tin "Thành hạ nhất tụ", hắn không thể tính ra được đường này.
Lý Thôi phát hiện quân Quan Đông thực ra là Quách Phiếm bị dụ tới đây. Hoa Hùng dẫn kỵ binh chặn đầu đoàn người của VIên Phương. Viên Phương ra lệnh quay lại thành.
- Quách Phiếm

- Viên Ngỗi, chú ruột của Viên Thiệu

#### Hồi 20 Mưu Kế Cấp Một
Viên Phương quay lại, vờ báo với quân thủ thành rằng mình bị quân Quan Đông truy kích. Quân thủ thành dưới trướng Lý Thôi, không biết quân của Hoa Hùng, bắn tên ra chặn. Hoa Hùng ở ngoài thành, không vào được. Viên Phương dẫn người của mình ra cửa Nam.
Lữ Bố ở chỗ Điêu Thuyền, báo tin cho Viên Đáng rằng cha hắn đã bị giết, thân phận nội gián của hắn đã lộ. Viên Đáng dẫn Điêu Thuyền trốn theo mật đạo. Viên Đáng tiết lộ hắn đang cứu bạn thân của mình, chính là Tư Mã Lãng.
Sáng sớm hôm sau, quân trong thành vẫn không biết đám kỵ bị đuổi đánh tối qua là của Hoa Hùng. Quân Quan Đông trúng kế, đã đóng trại ở Long Sơn. Kế hoạch dời thành của Đổng Trác chính thức bắt đầu.

#### Hồi 21 Mưu Kế Cấp Hai
Trương Lôi, Quách Ngang theo kế hoạch cứu được Tư Mã Lãng.
Phân nửa quân của Hoa Hùng đã bị trúng tên tổn thất, lại không biết Viên Phương chạy ra cửa nào nên dựa vào sức chạy của Xích Thố, dẫn binh từ Đông Môn sang Tây Môn để chặn Viên Phương. Quân Đổng Trác dời thành tới Trường An phải qua Tây Môn, muốn được an toàn thì Lạc Dương vẫn phải được cố thủ. Quân trong thành Lạc Dương không nhiều, việc chi viện các thành xung quanh phụ thuộc vào kỵ binh Xích Thố của Hoa Hùng. 
Viên Phương tiết lộ quân của hắn ở trong thành đã đánh ra Bắc Môn. Quân của Hoa Hùng cả đêm đã đuổi theo Viên Phương, sức ngựa đã đến giới hạn, giờ bắt buộc phải thả Viên Phương đi mà chi viện cho Bắc Môn

#### Hồi 22 Mưu Kế Cấp Ba
Tướng giữ cửa Đông Môn là Dương Cầm bị Thanh Phong Bang khống chế. Tư Mã Lãng thuận lợi ra khỏi thành.
Trong thành, Viên Phương lại dẫn người đi về Bắc Môn, chuẩn bị đón quân Quan Đông đánh vào thành. Hoàng Cái chất vấn việc quân chủ lực Quan Đông bị dụ tới Long Sơn, nhưng quân Viên Thiệu vẫn biết mà tấn công Lạc Dương, bản thân Viên Phương biết kế hoạch dời thành nhưng không báo cho phe Tôn Kiên, còn lợi dụng việc giải cứu con tin để phục vụ việc nuốt trọn Lạc Dương của Viên Thiệu. Viên Phương chất vấn ngược lại rằng tại sao Tôn Kiên sau khi dẹp giặc khăn vàng, lại chiếm đất, bắt lính, mưu đồ riêng.
Nào ngờ Đổng Trác và Lưu Hiệp chưa ra khỏi thành, mà cùng Hoa Hùng bao vây Viên Phương. Viên Thiệu sau khi phá được Bắc Môn lại vội vã tiến vào Hoàng cung, đón Lưu Biện. Quân Đổng Trác đóng chặt Đông Môn.
Điêu Thuyền dẫn Viên Đáng tới gặp Trương Lôi, Quách Ngang. Viên Đáng khuyên mọi người trốn theo tòa thành cũ ở Tây Môn. Mọi người đều quyết định đợi Triệu Hỏa.
- Dương Cầm: Tướng giữ cửa thành của Đổng Trác.

#### Hồi 23 Mưu Kế Cấp Bốn
Đổng Trác tiết lộ chân tướng thực sự của "Thành Hạ Nhất Tụ": Lạc Dương không thể ở, dời thành bắt buộc phải thực hiện, nhưng hắn lấy việc đốt Lạc Dương để diệt Viên Thiệu. 
Nhóm Điêu Thuyền tới Chu Thành ở Tây Môn, lại găp Tư Mã Lãng đã bị Lữ Bố bắt lại. Đổng Hoàng đã dẫn quân bao vây sẵn ở đó. Thân phận của Điêu Thuyền vốn đã bị lộ ngay từ đầu. Viên Đáng tiết lộ hắn mới chính là Lữ Bố. Trương Lôi, Quách Ngang bị Lữ Bố đánh bại

### Volume 4

#### Hồi 24 Hỏa Thiêu Lạc Dương
Các Lữ Bố giả được sắp xếp ở những nơi trọng yếu, nhờ vậy việc dời thành diễn ra thuận lợi.
Đổng Trác cố ý để Lưu Biện ở trong cung để nhử Viên Thiệu. Quân Đổng Trác bắt đầu đốt Lạc Dương. Nhan Xú liều chết dẫn Viên Thiệu và Lưu Biện ra khỏi biển lửa.
Đổng Trác ra lệnh giết quân của Viên Phương cùng con tin. Viên Phương bỏ trốn, mặc con tin và Tôn Thục. Triệu Hỏa chưa chết, quay lại cứu Tôn Thục
- Lưu Đại: Thái sử Duyện châu
- Văn Xú, đại tướng Viên Thiệu

#### Hồi 25 Con Đường Của Viên Phương
Viên Phương ban đầu được hứa gả cho Khổng Trà, bản thân hai người cũng có tình cảm. Nhưng khi ấy Tôn Kiên thế lực ngày càng lớn, Viên Thiệu vì muốn Viên Phương lấy Tôn Thục, con gái của Tôn Kiên mà bức chết Khổng Trà. Khi Viên Phương đến chất vấn Viên Thiệu, ông ta tiết lộ Viên Phương là con ngoài giá thú của mình, nhưng lại là người ông ta muốn trở thành kẻ thừa kế. Bởi thế Viên Phương phải hận ông ta mà sau này đoạt lấy tất cả những gì của ông ta
Viên Phương thoát khỏi vòng vây của Đổng Trác, vội tới chỗ Viên Thiệu
Quay trở lại Vương Thành, Tiểu Mạnh vờ đầu hàng, hôn Lữ Bố để ám sát hắn nhưng lại bị hắn phát hiện. 
Văn Xú dẫn Viên Thiệu tới Vương Thành. 
- Khổng Trà, tình nhân của Viên Phương

#### Hồi 26 Chính Kiến Và Thiên Kiến
Viên Ngỗi và Đổng Trác tranh luận với về đạo trị quốc. Viên Ngỗi trước khi chết tự nhận rằng kế sách phò hán của đám quan ngu trung không bằng chính sách bạo toàn của kẻ loạn tặc. Đổng Trác sau khi giết chết con tin thì dẫn quân đuổi phía sau, ép Viên Thiệu về Vương Thành, nơi Lữ Bố đã mai phục. Hoàng Cái, Liêu Lan may mắn trốn được. 

#### Hồi 27 Khí Thôn Lữ Bố
Dân chúng trong thành Lạc Dương bị thế lửa đe dọa, chạy về Vương Thành.
Đám Lữ Bố giả tuy chỉ được giao nhiệm vụ xua Viên Thiệu vào Vương Thành, nhưng vì muốn lập công nên cùng lao đến giết Văn Xú, bị hắn giết sạch.
Trong Vương Thành, Trương Lôi, Quách Ngang cùng liên thủ đánh Lữ Bố

#### Hồi 28 Ba Cánh Tay Một Ngọn Chùy
Hai người ép Lữ Bố phải dùng đến kích

#### Hồi 29 Ba Cước Chân Một Lưỡi Đao
Hoàng Cái, Liêu Lan và Tôn Thục trốn theo người dân chạy lửa
Cặp đôi Tàn Binh dùng chiêu "Chỉ dùng một lần", suýt lấy được mạng của Lữ Bố

#### Hồi 30 Sát Khí Đầy Trời
Lữ Bố đánh bại Trương Lôi, Quách Ngang. Đúng lúc Văn Xú đem thủ cấp của đám Lữ Bố giả tới khiêu chiến Lữ Bố

#### Hồi 31 Khí Phách Hào Kiệt
Ở ngoài Bắc Môn, quân Viên Thiệu cuối cùng cũng nhận ra bị mắc mưu bởi các Lữ Bố giả. Viên Thượng khoác lác kể về đêm Lữ Bố đơn độc giết Lưu Tông, đã để lại mạng 1 vạn quân Đổng Trác trong doanh trại Quan Đông
Bên ngoài Tây Môn, Trương Liêu đã giết được 3 đại tướng của Viên Thiệu. Hắn kể lại chân tướng đêm Lữ Bố giết Lưu Tông: sau khi một mình xông vào trại giết Lưu Tông, Lữ Bố đã dụ quân của Lưu Tông tới trại của Bạch Phương, lợi dụng đêm tối, lừa cho quân 2 trại đánh nhau, thừa cơ giết luôn Bạch Phương. Dùng kế này hắn đi qua 6 trại, giết 50 đại tướng, quan Quan Đông tự tàn sát nhau, tử thương gần vạn người. Sáng hôm sau quân Quan Đông phải hạ lệnh khẩn cấp, án binh bất động cả tháng, giúp cho quân Đổng Trác có cơ hội dẹp loạn. Quân Quan Đông vì quá thẹn, nên dối rằng 1 vạn quân tử trận là quân Lữ Bố, lại dựng chuyện Lư Bộ "hữu dũng vô mưu".
Bên ngoài, Trương Liêu đánh bại Viên Thượng, cản không cho quân Viên Thiệu vào được Tây Môn. Bên trong, quân Lữ Bố dàn trận chuẩn bị tiêu diệt nốt số quân còn lại của Viên Thiệu đang kéo tới Vương Thành. 
Nhan Xú đã hiểu được "Thành Hạ Nhất Tụ". Nhan Xú và Lữ Bố cũng bàn về Sĩ Khí Luận.
Triệu Hỏa cũng ở trong đám loạn dân, đang đi đến Vương Thành
- Viên Thượng, con thứ 3 của Viên Thiệu

- Trương Bá, tướng của quân Viên Thiệu
- Mã Phú, tướng của quân Viên Thiệu
- Ngô Chi, tướng của quân Viên Thiệu
- Bạch Phương
- Trương Liêu (张辽)

#### Hồi 32 Ngẩng Mặt Đối Trời Xanh
Quân Viên Thiệu cũng biết Vương Thành là cạm bẫy, nhưng không còn đường lui. Dân chúng muốn qua Vương Thành để thoát ra ngoài, nhưng bị quân Đổng Trác bắn tên chặn, người dân chết vô số. Triệu Hỏa kết hợp với bộ ba Lưu Bị giúp người dân vào được thành. Lưu Bị đặt cho Triệu Hỏa cái tên: Triệu Vân.
- Hoàng Tuấn, tướng của quân Viên Thiệu, mới 20 tuổi.
- Mã Hồng, tướng của quân Viên Thiệu
- Trịnh Kiệt, tướng của quân Viên Thiệu

### Volum 5:

#### Hồi 33: Thể Nghiệm Của Võ Tướng
Ba danh tướng Hoàng Mã Trịnh cùng khảo nghiệm về sinh mệnh của võ tướng. 3 người đi vào Vương Thành, gặp Văn Xú đang đấu với Lữ Bố. Hoàng Tuấn bị Lữ Bố giết trong một chiêu. Văn Xú xin Lữ Bố nhường 30 chiêu. Lữ Bố thể hiện sự đáng sợ nhất của y: Tâm lý chiến

#### Hồi 34: Lưỡng Hùng Tương Ngộ Thuyết Bất Thanh
Đổng Trác và Viên Thiệu tranh luận về đạo trị nước. Viên Thiệu bị rơi xuống vực

#### Hồi 35: Dưỡng Hổ Di Họa
Đổng Trác và Hoa Hùng vào đến Vương Thành, lại gặp Đổng Hoàng cùng quân sĩ đang ca ngợi hết lời Lữ Bố. Đổng Trác nhắc Đổng Hoàng rằng địa vị của Lữ Bố trong quân đã vượt qua hắn, nếu sau này Đổng Trác chết, hắn không có khả năng quản Lữ Bố nữa. Đổng Trác tuy cần Lữ Bố để đoạt thiên hạ, nhưng trước giờ chưa từng tin hắn
Đổng Hoàng xen vào giữa trận chiến của Lữ Bố và 3 tướng, báo rằng Viên Thiệu đã chết, khuyên chúng đầu hàng. 2 tướng Mã, Trịnh không nghe, liều chết xông lên. 30 chiêu nhường cũng vừa hết, Lữ Bố 1 chiêu giết 2 người. Đổng Hoàng vừa khuyên hàng Văn Xú, vừa nhắc quân sĩ Lữ Bố là kẻ bất nghĩa
Quân sĩ đem thủ cấp của Viên Thiệu dâng lên Đổng Trác. Văn Xú liều chết xông lên trả thù. Hoa Hùng xông lên ứng chiến, thì Lữ Bố phi ngựa vọt qua, tiến thẳng về phía Đổng Trác. Đổng Trác lúc ấy đang kích động vì giết được Viên Thiệu, không nhìn thấy Lữ Bố đã đâm kích sau lưng

#### Hồi 36: Nhất Sơn Hoàn Hữu Nhất Sơn Cao
Hóa ra kẻ dâng chính là Viên Phương và Viên Thiệu. Lữ Bố đã cứu Đổng Trác một mạng. Đổng Trác đã nhận ra Văn Xú từ đầu chỉ muốn câu giờ, 2 tướng Mã, Trịnh liều chết xông lên để kéo Lữ Bố khỏi Đổng Trác. Chỉ tới khi Viên Phương bước tới gần ám sát Đổng Trác, thì Văn Xú mới xông lên nhằm dụ Hoa Hùng. Viên Phương chấp nhận thất bại, Lữ Bố quả không phải người. 
Khi Viên Thiệu bị giải xuống thì được 3 anh em Lưu Bị âm thầm giải cứu
Sát thủ độc nhãn phi ngựa tới, kéo theo Triệu Hỏa bị trói đằng sau. Lữ Bố mất bình tĩnh, lao lên trả thù cho Hứa Lâm

#### Hồi 37: Cường Trung Tự Hữu Cường Trung Thủ
Đây là kế sách của Tư Mã Ý: lấy danh của thủ lĩnh tàn binh để làm loạn tinh thần của Lữ Bố lẫn quân Đổng Trác. Lữ Bố giết sát thủ độc nhãn, nhưng hóa ra đó chỉ là một xác chết. Triệu Hỏa thừa cơ tiếp cận Đổng Trác. Lữ Bố nhận ra, chỉ kịp phi dao trúng Triệu Hỏa. Nhưng nào ngờ Triệu Hỏa là kẻ không biết đau, hắn thành công khống chế được Đổng Trác. 

#### Hồi 38: Theo Mãi Không Buông
Quân Đổng Trác đành phải thả phe Quan Đông đi. Con đường bí mật để ra khỏi Vương Thành là con kênh hộ thành, chỉ cần đổi dòng thì sẽ cạn khô, có thể đi được. Tàn Binh, Viên gia và phe Tôn Kiên cùng trên xe ngựa rời khỏi thành.
Lửa thiêu Lạc Dương đã lan tới Vương Thành. Đổng Trác hiện lại bị 3 anh em Lưu Bị khống chế. Lưu Bị không giết Đổng Trác vì nếu hắn chết, quần hùng sẽ quanh sang cắn xé nhau để đoạt thiên hạ, bá tánh sẽ còn lầm than nữa.
Lữ Bố đã đuổi kịp đám người chạy trốn. Triệu Hỏa đấu Lữ Bố

#### Hồi 39: Thiên Địa Chứng Giám
Quay trở lại thời điểm Lữ Bố lần đầu gặp Triệu Hỏa ở mộ Hứa Lâm, sự bình tĩnh của Triệu Hỏa lấy được lòng tin của Lữ Bố. Giờ đây khi biết mình bị lừa, hắn đại nộ quyết giết chết đám Tàn Binh

#### Hồi 40: Người Và Không Phải Người
Hai con quái vật lao vào nhau, quyết một sống một còn. Tôn Thục tự hứa gả cho Triệu Hỏa. 

#### Hồi 41: Hỏa Phụng Liêu Nguyên
Tiểu Mạnh khi hôn Lữ Bố đã kịp truyền thuốc độc cho hắn. Tất cả đã nằm trong tính toán của Tàn Binh: độc tính không đủ cao để giết ngay Lữ Bố, sẽ làm hỏng kế hoạch giải cứu con tin và đào thoát, nhưng nếu hắn truy đuổi thì giữa sẽ phát độc mà chết. Xung quanh còn đông đảo nạn dân, chỉ chờ Lữ Bố gục để bắt lại giao cho quân Quan Đông lĩnh thưởng. Dù bị Triệu Hỏa mắng chửi, nhưng Lữ Bố đành chấp nhận hắn đã thua ván cờ này mà quay bước rời đi.
Tư Mã Ý và Thanh Phong Bang đến đón con tin, vừa hay gặp Tào Tháo dẫn quân đánh úp Đổng Trác.
- Tào Tháo
- Hạ Hầu Đôn
- Hạ Hầu Uyên

### Volumn 06

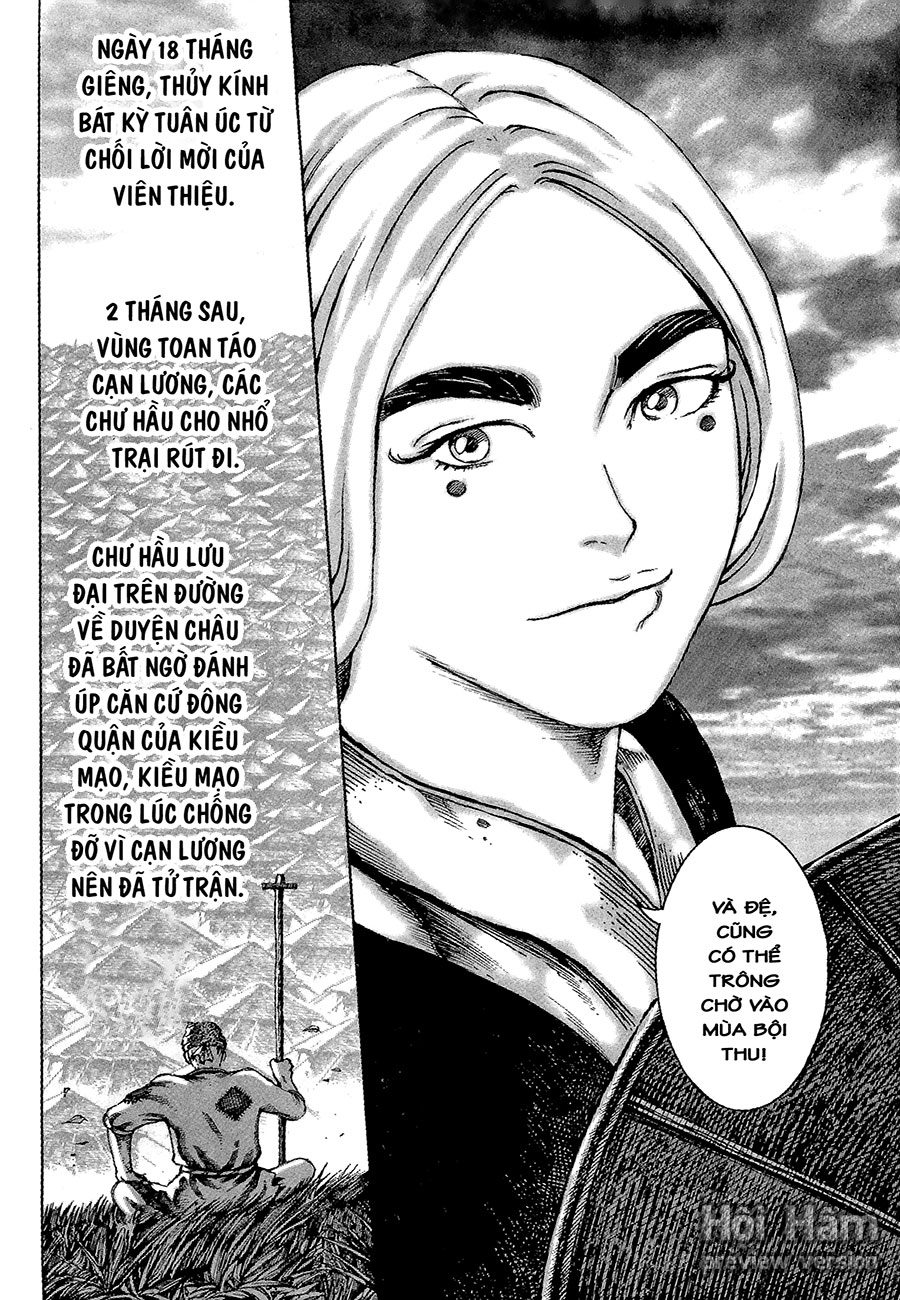
Từ Album của Page Hỏa Phụng Liêu Nguyên Thư Các

#### Hồi 42: Đại Nhân Vật
Một gã lính đưa thư đang nói chuyện với người nông dân ven đường. Quân Quan Đông đóng trại tại Toan Táo, dân trong vùng bị chiếm mất ruộng, không trồng trọt được gì.
Tên lính đưa thư kia mang thư từ Hà Bắc tới cho Viên Phương. Trong trại, Văn Xú, Truơng Cáp chỉnh đốn quân đội, chuẩn bị đón tiếp đại nhân vật mà Viên Phương mời đến. 
Trương Cáp than phiền từ khi lập trại, đám chư hầu tối ngày họp bàn nhưng không chịu quyết, thay vì dẫn quân đi đánh Đổng Trác thì đám này ở đây rượu chè gái gú. Lưu Đại bỏ về Duyện Châu, trước khi đi nên gọi đám kỹ nữ đến khao quân.
Tên lính đưa thư chỉ ra bản chất của liên minh này: Ban đầu, vì sợ Đổng Trác nắm quyền, đám chư hầu đoàn kết lập liên minh. Nay khi hắn đã rút khỏi Lạc Dương, tạm thời không còn là mối nguy thì đám chư hầu lại lợi dụng liên minh này để thôn tính lẫn nhau.  Bọn chư hầu như Kiều Mạo chỉ cung cấp quân lương, không chịu xuất binh, đợi các chư hầu khác xuất tinh binh thì ngừng cấp lương, đẩy tuyến đầu vào tử địa. Các trung thần nghĩa sĩ như Tào Tháo, Tôn Kiên vì không đợi được, đành liều xuất quân đi đánh, nhưng thân yếu thế cô, đám viện binh đằng sau lại dùng dằng không chịu giải cứu, tất chỉ có con đường chết. Và kẻ đứng sau màn kịch liên minh Quan Đông này chính là Viên Thiệu và Viên Phương, cho rằng đám chư hầu không có lòng cứu quốc thì không khác gì giặc, nhân cơ hội này diệt bớt đi.
Tên lính đưa thư chính là nhị kỳ Tuân Úc, nhận thấy Tào Tháo mới là kẻ có tâm trồng lúa thực sự, nên từ chối lời mời của Viên Phương. Hai tháng sau vùng Toan Táo cạn lương, liên minh Quan Đông tan rã, các chư hầu nhổ trại rút đi. Lưu Đại bất ngờ đánh úp căn cứ Đông quận của Kiều Mạo, Kiều Mạo cạn lương, tử trận. Tất cả đúng như những gì Tuân Úc đã liệu.
- Trương Cáp
- Lưu Đại
- Công Tôn Toản
- Kiều Mạo, thái thú Đông quận
- Khổng Do
- Viên Di, thái thú Sơn Dương
- Viên Thượng
- Tuân Úc, Một trong Thủy Kính bát kỳ

### Hồi 43
- Cảnh Vũ, bộ tướng của Hàn Phúc
- Hàn Phúc
- Thẩm Phối, quân sư của Viên Thiệu
- Lý Điển, tướng của Tào Tháo
- Tào Tháo
- Hạ Hầu Đôn
- Hạ Hầu Uyên
- Tào Nhân
- Tào Hồng

### Hồi 44
- Phan Phụng (潘凤), tướng quân Quan Đông
- Du Thiệp, quân Viên Thuật, tướng đầu tiên ra đánh với Hoa Hùng
- Hoàng Duy (黄维), tướng của quân Khổng Trụ (Khổng Độ)
- Trần Ngải (陈艾), tướng của quân Viên Khuông
- Lục Đăng (陆登), tướng của quân Viên Di
- Đặng Tín (邓性), tướng của quân Công Tôn Toản

### Hồi 48
- Tống Hiến
- Ngụy Tục
- Hầu Thành

### Hồi 126
- Hoàng Sơn (黄山), tiểu quân phiệt, chiếm cứ Tân Đông Thành chống Viên Thuật, bị Liêu Nguyên Hỏa chém chết.

### Hồi 172
- Lý Nguyên (李原), tướng của Lưu Do, bị quân Tôn Sách đột kích, thổ huyết mà chết.

### Hồi 458
- Trần Phụ (陈阜), đại tướng của Hàn Huyền
- Từ An (徐安), phó tướng của Trần Phụ
- Khấu Phong (寇封)

### Hồi 464
- Trần Đáo

### Hồi 472
- Trịnh Trung, tướng giữ quân chủ lực ở Khúc Giang, Lưu Bị thu được quân của Trịnh Trung là thu được ba phần quân địch.

### Hồi 500
- Thái Tập (蔡辑), thái thú Tỉ Quy dưới quyền Tào Tháo

## Thế lực

### Gia tộc Tư Mã
- Tư Mã Bát Đạt: Tư Mã Lãng, Tư Mã Ý, Tư Mã Phu, Tư Mã Quỳ, Tư Mã Tuân, Tư Mã Tiến, Tư Mã Thông, Tư Mã Mẫn
- Tư Mã Di
- Đại bá, tam thúc, tứ thúc.

### Tàn Binh
- Lịch đại thủ lĩnh:
  - Lưu Đại
  - Cảnh Trung
  - Kế Khôn
  - Liêu Nguyên Hỏa
- Thế hệ Liêu Nguyên Hỏa:
  - Tiểu Mạnh
  - Quách Ngang
  - Trương Lôi
  - Tiểu Mạnh
  - Lão Giả
  - Chu Thương
  - Lục Sương
- Thanh Phong bang:
  - Mã bang chủ
  - Vương Cương
- Thế hệ Vương Song:
  - Vương Song
  - Quách Hoài
  - Hoàng Hạo
  - Liêu Nguyên Quảng
  - Khấu Phong

### Bại Tướng
- Thủ lĩnh:
  - Lưu Đại (刘大)
- Phó thủ lĩnh:
  - Âm Dương Đầu (阴阳头)
- Thành viên:
  - Phan Chương
  - Từ Thịnh
  - Điển Vi

### Triều đình Đại Hán
- Quân chủ:
  - Lưu Biện
  - Lưu Hiệp
- Tướng lĩnh:
  - Viên Thái
- Văn thần:
  - Vương Doãn
  - Sĩ Tôn Thụy
  - Thái Ung
  - Đổng Thừa
  - Lưu Diệp
  - Từ Thứ

### Bốn quận đồng minh
- Quận thủ:
  - Hàn Huyền
  - Lưu Độ
  - Kim Toàn
  - Triệu Phạm
- Mưu sĩ:
  - Mã Lương
  - Mã Tắc
  - Bát Kỳ
- Tướng lĩnh:
  - Quân Kim Toàn: Củng Chí, Trần Phụ, Từ An, Khấu Phong
  - Quân Hàn Huyền: Hoàng Trung, Ngụy Diên
  - Quân Triệu Phạm: Triệu Thống, Phàn thị
  - Quân Lưu Độ: Hình Đạo Vinh